# 민중 십자군
민중 십자군(民衆十字軍) 또는 군중 십자군은 정식 십자군에 앞서 떠난 기독교의 십자군을 일컫는다. 제1차 십자군의 시작 단계로서, 1096년에 일어난 서유럽 서민들의 대규모 성지순례 운동이다. 영어로는 People's Crusade, 또는 Peasants' Crusade, Paupers' Crusade 등으로 부른다.
초기 십자군은 영주와 기사(騎士)들에 의한 군사행동이자 기독교가 지배하던 중세 유럽 사회의 종교적인 열광으로 생겨난 순례운동이었으며, 무기를 갖지 않은 민중들도 절대다수 십자군에 포함되어 있었고 제후를 따르지 않은 채 제멋대로 출발하는 일도 잦았다. 십자군 말기에 소년 십자군과 목자 십자군 등 다양한 민중 십자군이 등장하긴 했지만 그 때는 이미 사회의 순례 열기도 식었고 제후들까지 끌어들인 광범위한 운동으로 보기에도 어려웠다.
본항에서 서술하는 민중 십자군은 1096년 4월부터 10월에 일어난 민중 십자군에 대한 것이다.

## 배경
로마 교황 우르바노 2세는 1095년 11월에 클레르몽 교회회의에서 성지 예루살렘에 군을 파견할 것을 호소했고, 「성지 탈환」의 열정이 순식간에 서유럽을 뒤덮었다. 교황은 당초 프랑스 남부 제후들의 군을 성모 승천 축제일인 이듬해 1096년 8월 15일에 출발시킬 예정이었지만, 그보다 몇 달 전에 예정에 없던 서민이나 하급 기사들의 자발적인 병력이 예루살렘으로 출발했다.
11세기는 중세 온난기로 인구와 농업 생산량이 증가하고 인간은 이주와 개간, 하극상 등 그 힘을 발산시키며 언제든 폭발할 계기만을 노리고 있었다. 그런 한편으로 빈민들은 수년 전부터 가뭄과 기근, 전염병에 시달리면서 그러한 가운데 도피와 구원을 찾아 순례에 참가하는 자들도 있었다. 또한 1095년 초에는 유성우, 오로라, 월식, 혜성 출몰과 같은 천체현상이 일어났고, 이러한 현상들도 서민들에게도 「하늘로부터의 축복」으로 여겨져 자극제가 되었다. 나아가 호밀 등의 맥각균이 일으킨 맥각 중독도 만연했는데, 맥각 중독이 유행하고 난 뒤 속죄나 전지 요양을 위한 순례가 유행하곤 했다. 새로운 천년기(千年紀)가 시작된 11세기 초에는 성경에서 말한 「천년왕국」에 대한 대망마저 다시 부활하고 있었다. 이러한 상황들이 우르바누스 2세가 기대했던 수천 명 규모의 기사에 의한 원정을 넘어 4만에 달하는 대규모 이주단으로 확대된 것이다. 그 거의 대부분은 전투 경험이 없는 미숙한 전사, 여자아이들이었다.
이를 정신적으로 주도한 것은 카리스마 높은 열렬한 설교자였던 아미앵의 은자 피에르였는데, 그는 허름한 옷에 당나귀를 타고 북프랑스에서 플랑드르까지 넓은 지역을 돌며 십자군 참여를 설파하고 나섰다. 피에르는 예수가 자신의 눈앞에 나타나 설교하도록 명했다고 주장했고, 그의 추종자들 가운데 십자군을 처음으로 발안한 것은 교황 우르바누스 2세가 아닌 은자 피에르라고 주장하는 사람까지 있었다.
민중 십자군에 대한 이미지는 무지하고 무능한 농민 집단으로 자신들이 어디를 지나고 있는지도 몰랐고 도중에 거리만 만나면 모두 예루살렘으로 착각할 정도였다는 부정적인 것도 있지만, 민중 십자군의 참가자를 「서민」으로 부른 것은 성직자나 영주들의 입장에서 서민이라는 뜻이다, 그 중에는 중소 토지 소유자 등 부유한 사람이나 하급 성직자도 참가하고 있었으며, 군사 경험이 없었던 기사들도 참가했다. 십자군에 관한 연대기를 남긴 샤르트르의 후세, 「무산공」 혹은 「무일푼의 발터」라는 별명으로 알려진 주군도 가신도 없는 하급 기사 고티에 생자부아도 참가자였다. 또한 당시는 예루살렘 순례가 왕성하게 이루어졌던 시기로(피에르 자신도 십자군 이전에 예루살렘으로 순례한 경험이 있다는 설이 있다) 예루살렘의 거리와 위치를 민중 십자군 중 어느 누구도 몰랐다는 것은 과장이다.

## 유대인 학살
십자군 운동이 고조되면서 반유대주의도 폭발했다. 프랑스나 독일 일부 지역에서는 유대인이 무슬림과 같은 적으로 인식되었다. 예수가 십자가형을 당한 책임이 유대인에게 있다는 인식에서 거리상 멀리 떨어진 무슬림과는 달리 가까운 곳에 있는 「이교도」였던 유대인에 대해, 십자군 운동 와중에 「멀리까지 싸우러 나갈 것 없이 바로 가까이에 이교도가 있지 않은가」라는 의문을 제기하는 경우도 있었다. 또한 예루살렘 원정에 나선 자들의 자금 사정도 있었는데, 라인란트의 유대인 공동체는 당시 기독교인들이 기피하던 고리대에 대한 종교적인 제한이 없어 비교적 풍족한 생활을 누렸고, 십자군에 참가한 대부분은 무기와 장비를 구입하기 위해서는 돈을 빌려야 했지만 당시의 서구 기독교는 사채를 금지하고 있었으므로 유대인 고리대금업자에게 돈을 빌릴 수밖에 없었다. 이러한 사정들이 십자군의 「연장」으로서 유대인을 죽이는 것에 대한 정당화로 이어졌던 것이다.
유대인 박해의 중심에는 고트 샤르크(Gottschalk)나 폴크마(Volkmar)라는 선교사, 라이닌겐 백작 에미히(Graf Emicho von Leiningen) 등이 있었다. 1096년 봄부터 여름까지 작센, 마그데부르크, 보헤미아, 라인란트(특히 마인츠와 쾰른) 등 각지에서 이들 인물이 이끄는 집단이 유대인 공동체를 습격해 살육을 자행했다.

## 고티에 생자부아와 프랑스인
프랑스인 군단을 이끌던 은자 피에르는 1096년 4월 12일에 쾰른에 집결했고, 이곳에서 독일인들을 대상으로 설교를 통해 십자군 참가자를 더 모으고자 했다. 그러나 프랑스인들은 피에르의 설교나 독일인이 모이는 것을 기다리지 않고 고티에 생자부아의 지휘 아래 수천 명이 출발하여 5월 8일에 헝가리 영내에 도달했다. 그들은 별 저항 없이 칼만 1세가 다스리던 헝가리를 지나 사바강과 도나우강의 교차점에 있던 헝가리와 동로마 제국의 국경 도시 베오그라드에 도착했다. 베오그라드를 지키던 동로마 제국의 사령관은 대규모 군세가 도착한 것에 놀라 별다른 대처 명령 없이 그들의 시내 출입을 거부했다. 민중 십자군은 식량 보급을 끊고 근처 농촌을 약탈하기 시작했고, 마침내 베오그라드 중장보병과의 육박전이 벌어졌다. 설상가상 고티에의 부하 16명이 사바강 넘어 헝가리령인 세문(제문) 시장을 약탈하여 훔친 갑옷이며 옷을 성벽 밖에 걸었다.
최종적으로 민중 십자군에 대한 니시로의 통과가 허가되었고, 식량도 보급되면서 동로마의 수도 콘스탄티노플로부터의 영내 통과를 허가한다는 통지도 내려졌다. 7월 말까지 동로마 병사의 선도를 받으며 민중 십자군은 콘스탄티노플에 당도했다.

## 피에르 등의 발칸 반도 횡단

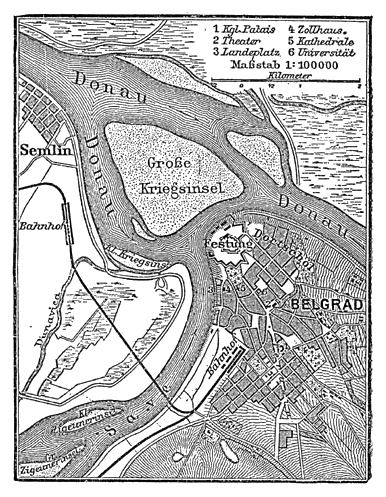
베오그라드의 지도(1888년). 위쪽으로 도나우 강이 흐르고 세문(제문) 마을은 왼쪽, 벨그라드(베오그라드)는 오른쪽에 있다.

은자 피에르와 남은 4만 명 규모의 십자군 일행은 4월 20일에 쾰른을 떠났다. 그 뒤 앞에서 서술한 고트 샤르크가 이끄는 군세와 폴크마의 군세, 라이닝겐 백작 에미히의 군세도 뒤따랐다. 피에르의 군세는 도나우 강에 도착했고 일부는 배로 도나우 강을 따라 내려가고, 본대는 육로를 따라 에덴부르크(Ödenburg, 지금의 쇼프론)에서 헝가리로 들어갔다. 한편 고트 샤르크나 폴크마, 에미히 등의 군세는 각지의 유대인 공동체를 습격하면서 피에르의 군세를 뒤쫓듯 독일에서 헝가리로 향하고 있었다. 피에르의 본대는 큰 사건도 일으키지 않은 채 동로마와의 국경 세문에서, 배에서 내린 부대와 합류했다. 세문 성벽에서 고티에의 부하들이 입던 옷과 갑주가 걸려 있는 것을 본 일행들은 의구심을 품었고, 나아가 시장에서 신발 값을 놓고 다투던 끝에 폭동이 일어나면서, 피에르의 제지에도 불구하고 전면적인 무력 충돌이 벌어지게 된다. 이 과정에서 헝가리인 4천 인이 살해되고 세문은 민중 십자군에 정복당했다. 십자군은 사바강을 건너 베오그라드 쪽으로 갔으나 동로마 병사와의 충돌이 일어났고, 주민이 달아난 베오그라드를 점령해 약탈과 방화를 저질렀다.
민중 십자군은 베오그라드에서 7일 동안 행군하여 7월 3일 니시에 도착했다. 니시 마을의 사령관으로부터 「지금 바로 떠난다면 식량은 물론 콘스탄티노플로의 길 안내도 돕겠다」는 약속을 받아낸 피에르는 이튿날 아침 니시를 떠나려 했지만, 민중 십자군에 포함되어 있던 독일인 가운데 일부가 지나가던 주민과 말다툼을 벌이다 그만 방앗간에 불을 질렀고, 니시의 병사들은 모두 십자군과의 교전에 들어갔다. 피에르의 제지도 소용이 없었다. 민중 십자군은 니시 병사들에게 완전히 압도되었고 일행의 1/4인 1만 명이 죽었다. 살아남은 사람들은 그보다 먼저 베라프랑카에서 다시 모여 7월 12일에 소피아에 도착했다. 여기서부터 동로마 제국이 파견한 안내자가 일행을 데리고 8월 1일 콘스탄티노플에 도착했다. 이때 고트 샤르크나 폴크마, 라이닝겐 백작 에미히 등의 군세는 헝가리 영내에서 헝가리 기병에게 궤멸되어 콘스탄티노플에 들어간 것은 고티에의 선발대와 피에르의 본대 뿐이었다.

## 지휘 체계 혼란
동로마 황제 알렉시오스 1세 콤네노스는 보통의 군대가 아닌 「군대」의 예상 밖의 도착에 난감해했다. 이들의 약탈 행위를 잘 알고 있었을 뿐 아니라, 대규모 군대의 식량에 대한 부담에 치안상의 불안도 늘어나자 황제는 3만 명 남짓의 민중 십자군을 보스포루스 해협의 대안으로 건네주기로 결정했고 8월 6일에 일행은 배로 이슬람 영토인 소아시아에 도착했다. 이때 황제가 민중 십자군이 투르크에게 몰살당한 것을 알면서 길 안내도 없이 그냥 십자군을 소아시아로 보낸 것인지, 황제의 만류에도 불구하고 민중 십자군이 굳이 행진을 계속할 것을 주장했는지에 대해서는 오늘날까지 논란이 있다(다만 은자 피에르에게 민중 십자군보다 훨씬 정예병인 투르크군와의 교전은 되도록 피할 것과 서유럽에서 제후들의 십자군 본대가 도착할 때까지 기다릴 것을 경고한 기록은 남아 있다.).
피에르는 고티에가 지휘하는 프랑스인 군단과 유사한 시기에 도착한 이탈리아인 십자군 부대와 합류했다. 소아시아에서 일행은 농촌 마을을 습격하면서 마르마라해 동쪽의 라 코메디아라는 마을에 도착했는데, 여기에서 일행 중 독일인과 이탈리아인, 프랑스인이 편을 갈라 말다툼을 벌였다. 피에르는 이미 주도권을 잃었고, 독일인과 이탈리아인은 프랑스인들과 결별하여 레이날도(Rainald)라는 이탈리아인을 새로운 지도자로 추대했고, 프랑스인들의 지휘는 고프리 브루엘(Geoffrey Burel)라는 인물이 맡게 되었다. 피에르가 동로마 황제로부터 제후들의 십자군 본대를 기다리라는 지시를 받고 있었음에도 불구하고 민중 십자군은 제후들을 기다리지 않고 흩어져 대담하게 소아시아를 공격해 나아갔다, 드디어 프랑스인들은 룸 셀주크 왕조의 수도 니케아 부근에 이르러 근교의 그리스인과 터키인 마을을 약탈했다. 한편 독일인 등 6천명은 니케아의 동쪽으로 하여 4일에 제리골돈(Xerigordon)으로 진격, 9월 18일 이 마을을 함락시키고 약탈 거점으로 삼았다.
룸 셀주크 왕조의 킬리지 아르슬란 1세는 공성전을 위해 군대를 파병했고 9월 21일부터 포위 공격전에 들어갔다. 제리골돈에 물 공급이 끊어지자 십자군 병사들은 갈증을 견디다 못해 당나귀의 피와 자신의 오줌을 마실 정도였고, 9월 29일 제리골돈은 어렵지 않게 탈환되었다. 포로가 된 병사들 가운데 이슬람으로 개종한 자들은 페르시아 동부 호라산으로 보내졌고, 개종을 거부한 자들은 살해되었다.

## 전쟁 결과
니케아 근교에 진을 친 프랑스인들의 숙영지에는 투르크인 첩자 두 사람이 잠입해, 제리골돈을 함락시킨 독일인들이 니케아까지 함락시켰다는 소문을 퍼뜨렸다. 순식간에 군내는 흥분상태에 들어갔고 어서 빨리 니케아로 가서 약탈에 가담하자며 어쩔 줄 몰라하는 사람까지 나타났다(물론 니케아로 가는 가도에는 킬리지 아르슬란 1세의 복병이 숨은 상태였다.). 곧 제리골돈이 실은 투르크인에게 함락되었다는 소식이 일행에게 전달되었고 흥분은 공포로 변했다. 은자 피에르는 콘스탄티노플의 보급을 받고자 돌아간 상태였고, 민중 십자군 지도자들은 처음에는 피에르가 돌아올 때까지 기다려야 한다고 했지만, 절대다수 군세의 지지를 받던 조프로와는 기다리는 것은 겁쟁이이며 이대로 니케아로 가서 터키인과 싸워야 한다고 주장했고 조프로와의 주장이 지지를 얻으면서 10월 21일 아침, 2만 명의 민중 십자군은 여자와 아이, 노인, 병자를 숙영지에 남겨둔 채 니케아로 행군했다. 그러나 가도를 따라 숙영지에서 3마일 떨어진 드라콘 마을 근처에 이르자 그곳은 나무가 우거진 좁은 골짜기로 이어졌고, 떠들썩하게 진군해온 십자군은 계곡에서 셀주크 왕조의 복병들에게 화살 공격을 당했다. 숙영지로 돌아오기는 했지만, 그 곳에 있던 사람들도 모두 흩어져 도망친 상태였다.
민중 십자군은 이 전투로 거의 궤멸되었으며, 여자와 아이 등 항복한 사람들은 가까스로 목숨을 건진 대신 노예가 되었다. 수천 명에 달하는 병사가 전사하였고 무일푼의 발터 고티에도 죽었다. 조프로와와 뷰렐을 포함한 3천 명 정도는 버려진 옛 성터로 들어가 숨었다가, 동로마 제국이 보스포루스 해협 동쪽으로 보낸 군세와 합류하여 콘스탄티노플로 귀환, 나중에 제1차 십자군과 합류하였다.

## 평가
민중 십자군에 대한 평가는 11세기 말과 12세기 초부터 오늘날까지 여러 가지로 나뉘어 있다. 물질적으로도 정신적으로도 가난한 집단이었던 그들이 군사적으로 오히려 짐이 되었던 점이 무질서한 오합지졸로 가는 곳마다 약탈을 저질렀음을 강조하는 부정적인 시각이 존재하는 반면, 민중사관 등의 입장에서 당시 중세 유럽의 가난한 생활에서 벗어난 민중들의 움직임으로 보는 것도 있다. 이렇다 할 군사적 성과를 거두지 못하고 무너졌지만, 십자군의 성지 순례라는 측면에서 생각하면 오히려 이들 「민중」이야말로 십자군을 담당하고 있었다고 할 수 있다는 것이다.
은자 피에르에 대한 오늘날의 시각도 수상한 선동자, 민중 지도자라는 여러 평가로 나뉜다.

## 같이 보기
- 십자군
- 클레르몽 교회회의
- 제1차 십자군
- 은자 피에르
- 고티에 생자부아
- 소년 십자군